# Parytet sieci
Parytet sieci (ang. grid parity) to określenie sytuacji, w której nowe źródło energii może dostarczać energii elektrycznej po koszcie uśrednionym mniejszym albo równym kosztowi nabycia energii w sieci energetycznej. Termin ten jest najczęściej używany w dyskusjach na temat nowych instalacji odnawialnych źródeł energii, w szczególności nowych technologii produkcji energii z biomasy, wiatrowej i słonecznej, które obecnie wchodzą na rynek.
Osiągnięcie parytetu sieci uważa się za punkt, w którym źródło energii ma potencjał rozwoju bez subwencji lub innego typu publicznego wsparcia. Przyjmuje się, że masowe przejście na wytwarzanie z takich źródeł energii następuje po osiągnięciu "parytetu sieci".
W Unii Europejskiej parytet sieci osiągają już instalacje solarne w Hiszpanii, południowych Włoszech, Holandii i w Niemczech oraz poza Europą np. w Indiach. W styczniu 2014 analitycy Deutsche Bank przedstawili raport, z którego wynika, że fotowoltaika osiągnęła parytet sieci już w 19 krajach. W kolejnych latach, ze względu na spadek cen energii odnawialnej, parytet sieci będzie obejmował kolejne kraje UE i świata.